# Акинетопсия
Акинетопсията (от гръцки: a - „без“, кине - „движа“ и опсиа - „виждане“) е рядко срещано невропсихологическо разстройство. Изразява се в смущение между нервната система и умствените способности, в този случай – между главния мозък и възприятията. Човек, притежаващ това разстройство, не може да възприема движение.
При акинетопсията не просто се възприема серия от изменения, а образ, без каквото и да било движение. Например, движението на ръка може да се изрази в множество образи с неясен профил на ръката, следващи нейното движение в пространството. Само когато хората, страдащи от заболяването, и средата около тях са напълно неподвижни, те виждат нормален образ. Но ако обектите се движат, се получава наслагване между серията образи.
Акинетопсията се причинява от травми в областта на V5 на мозъчната кора. Също така може да бъде причинена от някои антидепресанти или от определени травми, в резултат на инфаркт или мозъчна операция. В някои случаи може да се третира чрез мозъчна операция или спирането на употребата на медикамента, който я причинява.

## Медии
Акинетопсията се споменава през 2006 г. в епизод от сериала „Д-р Хаус“ (House M.D., името на епизода е „Son of Coma Guy“). Д-р Хаус поставя диагнозата на пациент, посредством бързо святкане и гасене на лампата на болнична стая, което причинява пристъп на пациента.